# Esther Haase

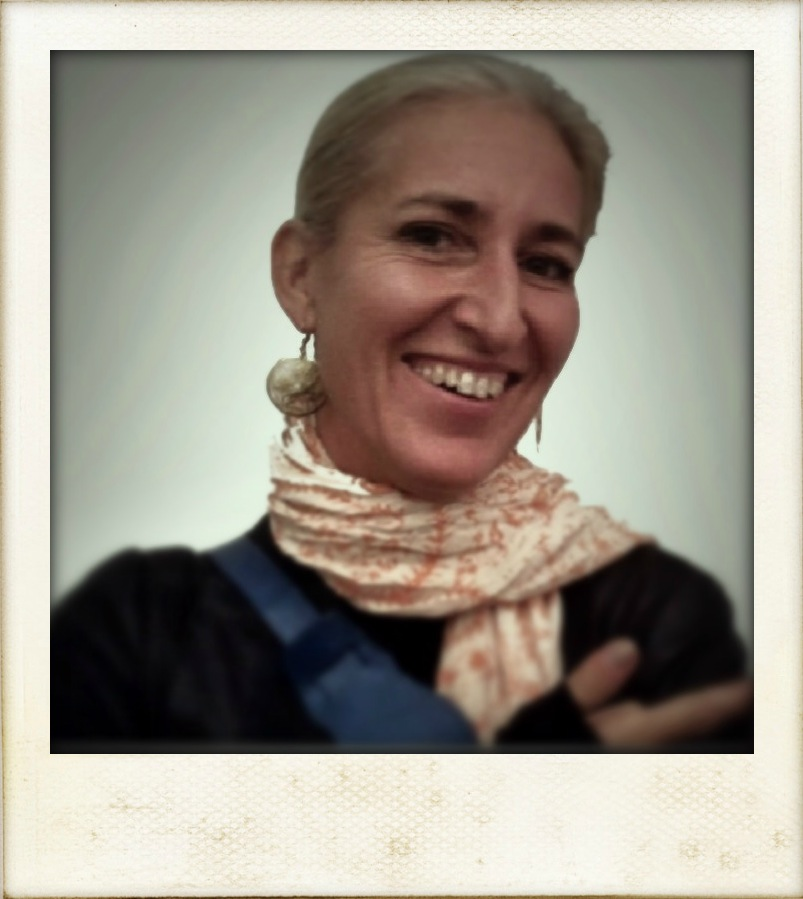
Esther Haase, 2012

Esther Haase (* 20. února 1966, Brémy) je německá fotografka a filmová režisérka. V současné době udržuje rezidence v Hamburku a Londýně.

## Životopis
Haase se narodila v Brémách jako první dcera ilustrátorky Sibylle Haase-Knels a profesora Fritze Haase. Její otec pracoval jako profesor komunikačního designu na univerzitě v Brémách. V roce 1963 založili její rodiče designové studio.
Haase strávila dětství v Brémách. Po odborném výcviku moderního tance v Kolíně strávila čtyři roky (1986–1989) na jevišti a připojila se k taneční skupině Goetheho divadla v Brémách. V letech 1988 až 1993 studovala grafický design se zaměřením na fotografii na University of the Arts Bremen.

## Dílo
Během studia na University of the Arts byla Haase praktikantkou na uměleckém oddělení Men's Vogue v Mnichově. Po absolutoriu se přestěhovala do Berlína a začala pracovat na mezinárodní úrovni jako fotografka na volné noze. Fotografovala módní příběhy a editoriály pro Elle, Vanity Fair, Madame Figaro, Vogue India a další. Pořídila portréty různých významných Němců jako jsou například Diane Krugerová, Hildegard Knef, Karl Lagerfeld, Franka Potente, Regina Halmich, Christine Kaufmann a Nena ; mezinárodní celebrity Dita von Teese, Jessica Alba, módní návrháři Domenico Dolce & Stephano Gabbana, Vivienne Westwoodová, Roberto Cavalli, Donatella Versace ; hudebníci Marilyn Manson, Anastacia ; pracoval pro módní značky Victoria's Secret, Guess, Wonderbra  a Escada ; a dělala reklamní a kampaňové fotografie pro Moët &amp; Chandon, Chopard, Mercedes-Benz a Chrysler.
Haase měla výstavy v různých mezinárodních galeriích a muzeích.

## Knihy
- Fashion in Motion. Thalwil/Zürich: Stemmle, 2000. Edited by Wolfgang Behnken, ISBN 978-3-908163-18-3. Text: Wolfgang Behnken a Roberta Armani.
- Sexy Book. Zurich: Scalo, 2006. ISBN 978-3-03939-035-9
- Famous. 2007.
- Esther Haase: Fotografien 1997–2006. Bremen: Hachmann, 2007. ISBN 978-3-939429-20-3
- Short Stories. 2009.
- Rock'n Old. Heidelberg: Kehrer, 2010. ISBN 978-3-86828-109-5
- Amazonen: das Brustkrebsprojekt von Uta Melle. Heidelberg: Kehrer, 2011. Edited by Nadine Barth. Photographs by Haase, Beate Wedekind, Sophie Albers, Jackie Hardt. ISBN 978-3-86828-209-2
- Short Stories II. 2013.

## Osobní
Haase žije v Hamburku a Londýně se svým manželem a jejich synem a dcerou.